# Margaret Casault
Margaret „Meg“ Casault (* 22. Mai 1994 in Edmonton) ist eine kanadische Volleyballspielerin.

## Karriere
Casault begann ihre Karriere an der Strathcona Composite High School in Edmonton. Danach studierte sie an der University of Alberta und spielte in der Universitätsmannschaft Pandas. 2015 nahm die Außenangreiferin mit der kanadischen Nationalmannschaft an der Universiade in Gwangju teil. Nach dem Abschluss ihres Studiums spielte sie mit Kanada beim World Grand Prix 2017. Anschließend wechselte sie zum deutschen Bundesligisten Schwarz-Weiss Erfurt.